# OpenClassrooms
OpenClassrooms is een Frans bedrijf, opgericht door Mathieu Nebra in 1999. Het biedt meer dan 700 opleidingen aan volgens het principe van massive open online course, oftewel MOOC. Het bedrijf werkt samen met meer dan 50 universiteiten en andere onderwijsorganisaties in verschillende landen en bereikte de finale van de WISE awards in 2019.